# Hartha (Wechselburg)
Hartha ist ein Ortsteil der Gemeinde Wechselburg im sächsischen Landkreis Mittelsachsen. Der Ort wurde am 1. Januar 1969 nach Nöbeln eingemeindet, mit dem er am 1. Januar 1994 zur Gemeinde Wechselburg kam.

## Geographie

### Geographische Lage und Verkehr
Hartha liegt im Südosten der Gemeinde Wechselburg am Höselbach, einem Zufluss der Zwickauer Mulde. Westlich des Orts befindet sich die Mündung der Chemnitz in die Zwickauer Mulde. Dort treffen auch die Trassen der stillgelegten Bahnstrecken Glauchau–Wurzen (Muldentalbahn) und Wechselburg–Küchwald (Chemnitztalbahn) aufeinander.

### Nachbarorte
| Wechselburg |                                             | Nöbeln     |
|             | Kompassrose, die auf Nachbargemeinden zeigt | Seitenhain |
|             | Göritzhain                                  |            |

## Geschichte
Das Waldhufendorf Hartha wurde im Jahr 1448 als Harte erwähnt. Aus den Flurbezeichnungen geht hervor, dass es sich um eine deutsche Siedlung handelt. Der Ortsname hat die Bedeutung Ort am Wald. Im 18. und 19. Jahrhundert ist für den Ort auch der Ortsname Schlotterhartha gebräuchlich. Ursprünglich gehörte der Ort zum Besitz des Klosters Zschillen. Dieses kam im Jahr 1543 mit dem gesamten Besitz an Herzog Moritz von Sachsen, der es umgehend säkularisierte und an die Herren von Schönburg gegen die Orte Hohnstein, Wehlen und Lohmen in der heutigen Sächsischen Schweiz vertauschte. Daher kam für den Ort und die Klosteranlage der Name Wechselburg auf. Seitdem wurde Hartha als Amtsdorf der schönburgischen Herrschaft Wechselburg geführt, welche den Herren von Schönburg unter wettinischer Oberhoheit gehörte. Kirchlich gehört Hartha seit jeher zu Wechselburg.
Im Rahmen der administrativen Neugliederung des Königreichs Sachsen wurde Hartha als Teil der schönburgischen Lehnsherrschaft Wechselburg im Jahr 1835 der Verwaltung des königlich-sächsischen Amts Rochlitz unterstellt. Im Jahr 1856 kam Hartha zum Gerichtsamt Rochlitz und 1875 an die neu gegründete Amtshauptmannschaft Rochlitz.
Durch die zweite Kreisreform in der DDR im Jahr 1952 wurde die Gemeinde Hartha dem Kreis Rochlitz im Bezirk Chemnitz (1953 in Bezirk Karl-Marx-Stadt umbenannt) angegliedert. Am 1. Januar 1969 erfolgte die Eingemeindung von Hartha nach Nöbeln, mit dem der Ort seit 1990 zum sächsischen Landkreis Rochlitz gehörte. Dieser ging 1994 im Landkreis Mittweida bzw. 2008 im Landkreis Mittelsachsen auf. Am 1. Januar 1994 erfolgte die Eingemeindung von Nöbeln mit seinen vier Ortsteilen nach Wechselburg, wodurch Hartha seitdem ein Ortsteil von Wechselburg ist.